# Neuroleon (Neuroleon) pulchellus
Neuroleon (Neuroleon) pulchellus is een insect uit de familie van de mierenleeuwen (Myrmeleontidae), die tot de orde netvleugeligen (Neuroptera) behoort. 
Neuroleon (Neuroleon) pulchellus is voor het eerst wetenschappelijk beschreven door Banks in 1911.